# Vaterländischer Marsch
Vaterländischer Marsch är en gemensamt komponerat marsch av bröderna Josef Strauss och Johann Strauss den yngre. Den spelades första gången den 9 maj 1859 i danslokalen Zum Sperl i Wien.

## Historia
I slutet av april 1850 bröt det Andra italienska frihetskriget ut mellan Kungariket Sardinien och Frankrike på ena sidan och Kejsardömet Österrike på den andra sidan. En våg av nationalistiska känslor gick genom Österrike och Wien, och solidariteten med soldaterna var stor. Trots att Johann Strauss var på väg att fara på sin årliga konsertturné till Ryssland sköt han upp resan ett par dagar och tillsammans med brodern Josef skrev de snabbt en patriotisk marsch: Vaterländischer Marsch. Den framfördes den 9 maj 1859 i danslokalen Zum Sperl men ingen av tidningarna rapporterade om konserten. Marschen publicerades av Strauss förläggare Carl Hasllinger den 20 maj 1859 och i samband med det recenserade Wiener Allgemeine Theaterzeitung verket: "Marschen bjuder på en riktig skatt av nationella melodier, mycket smart sammanställda, och borde uppnå samma popularitet som den firade 'Radetzkymarschen'". 
Marschen börjar just med fyra takter av fadern Johann Strauss den äldres Radetzkymarsch och fortsätter med citat från den ungerska nationalhymnen Rákóczi-Marsch. Triodelen kombinerar ytterligare utdrag från Radetzkymarschen med material från den österrikiska nationalsången Gott erhalte Franz den Kaiser. Marschen blev ingen större succé och glömdes snart bort.

## Om marschen
Speltiden är ca 3 minuter och 7 sekunder plus minus några sekunder beroende på dirigentens musikaliska tolkning.

## Weblänkar
- Vaterländischer Marsch i Naxos-utgåvan.